# Leroy Burrell
Leroy Russell Burrell (* 21. února 1967 Filadelfie, Pensylvánie) je bývalý americký atlet, závodící ve sprintech a skoku dalekém.
Dvakrát překonal světový rekord v prestižním běhu na 100 metrů, nejprve časem 9,90 s. v červnu 1991, poté 9,85 s. v roce 1994. Tento rekord překonal o setinu Kanaďan Donovan Bailey při finálovém běhu na 100 metrů v Atlantě v roce 1996. Burell je však stále světovým rekordmanem v méně vypisované štafetě na 4 × 200 metrů časem 1:18,68 min.
Byl velmi všestranný, věnoval se sprintům i skoku do dálky a dokonce i trojskoku. Během kariéry ho však provázely časté úrazy, limitující jeho úspěchy. Přesto se stal jednou olympijským vítězem (ve štafetě na 4 × 100 metrů v Barceloně 1992) a dvakrát mistrem světa (ve stejné disciplíně v Tokiu i Stuttgartu 1991 a 1993). V Tokiu získal za Carlem Lewisem stříbro z individuální stovky. Ve finále olympijské stovky v Barceloně po pomalé startovní reakci finišoval až pátý.
Svoji aktivní kariéru ukončil v roce 1998 a věnuje se nyní trenérské práci. Má tři syny s manželkou Michelle Finnovou, která je také bývalou atletkou. Rovněž jeho mladší sestra Dawn Burrellová je bývalou vynikající atletkou. Je vegetarián.

## Osobní rekordy
- 60 m – 6,48 s (Madrid, 1991)
- 100 m – 9,85 s (bývalý SR, Lausanne 1994)
- 200 m – 20,12 s (New Orleans, 1992)
- 4 × 100 m – 37,40 s (bývalý SR, Barcelona a Stuttgart 1992 a 1993)
- 4 × 200 m – 1:18,68 min (SR, Walnut 1994)
- Dálka – 837 cm (Provo, 1989)